# Excalibur (film)
Excalibur (titlu original: Excalibur) este un film britanic epic fantastic medieval din 1981 regizat de John Boorman bazat pe cartea lui Thomas Mallory din 1485, Le Morte d'Arthur. Rolurile principale au fost interpretate de actorii Nigel Terry ca Arthur, Nicol Williamson ca Merlin, Nicholas Clay ca Lancelot, Cherie Lunghi ca Guenevere, Helen Mirren ca Morgana, Liam Neeson ca Gawain, Gabriel Byrne ca Uther Pendragon, Corin Redgrave ca Gorlois, Duce de Cornwall și Patrick Stewart ca Leondegrance.

## Distribuție
- Nigel Terry - Regele Arthur
- Helen Mirren - Morgana Le Fay
  - Kay McLaren -  Morgana în vârstă
  - Barbara Byrne - tânăra Morgana
- Nicholas Clay - Sir Lancelot
- Cherie Lunghi - Regina  Guenevere
- Paul Geoffrey - Sir Perceval
- Nicol Williamson - Merlin[14]
- Corin Redgrave - Duce de Cornwall
- Patrick Stewart - King Leodegrance
- Keith Buckley - Sir Uryens
- Clive Swift - Sir Ector
- Liam Neeson - Sir Gawain
- Gabriel Byrne - King Uther Pendragon
- Robert Addie - Prințul Mordred (ca adult)
  - Charley Boorman - tânăra Mordred
- Katrine Boorman - Igrayne, Ducesa de Cornwall
- Ciarán Hinds - Regele Lot
- Niall O'Brien - Sir Kay

## Producție
Filmările au avut loc în locuri irlandeze din County Wicklow, County Tipperary și County Kerry. Scena critică timpurie de luptă din jurul unui castel, în care Sir Uryens l-a făcut cavaler pe Arthur, în timp ce stă în genunchi într-un șanț, a fost filmată în Cahir Castle.

## Lansare și primire
Criticii de film Roger Ebert și Vincent Canby au criticat intriga și personajele filmului,deși ei și alți recenzori au lăudat stilul său vizual. Excalibur a ajuns pe primul loc în Statele Unite la premiera sa, în cele din urmă încasând 34.967.437 de dolari la un buget de aproximativ 11 milioane de dolari, locul al 18-lea în încasările acelui an.